# Perry Mason
Perry Mason è il protagonista dei romanzi gialli creati dallo scrittore statunitense Erle Stanley Gardner. Avvocato di successo, Mason compare in oltre 80 pubblicazioni tra libri e racconti brevi, nei quali si ritrova a difendere i propri clienti, solitamente accusati di omicidio, scagionandoli dopo aver provato la colpevolezza di qualcun altro.
I collaboratori più stretti di Mason sono la fida segretaria Della Street e l'investigatore privato Paul Drake, mentre il suo storico avversario è il procuratore distrettuale Hamilton Burger, che appare per la prima volta nel romanzo Perry Mason e gli occhi di vetro del 1935.
La figura di Mason è nota al grande pubblico soprattutto per i film della Warner Bros. degli anni trenta e per numerose serie televisive, la prima delle quali interpretata (in telefilm da 50 minuti) da Raymond Burr per la CBS – nove stagioni a partire dal 1957 – e poi ripresa in 26 film per la TV dal 1985 al 1993 trasmesso questa volta su NBC, ma è apparsa anche in fumetti, adattamenti per la radio e ha persino dato il titolo a una canzone di Ozzy Osbourne del 1995.

## Opere
Tutti i romanzi e i racconti con Perry Mason come protagonista sono stati pubblicati in Italia nella collana Gialli della Mondadori, quasi sempre in traduzioni non integrali. I romanzi dal secondo al ventunesimo sono stati ristampati, con nuova traduzione integrale, da Hobby & Work negli anni 1997-1998.
La data è quella della prima edizione americana.

### Romanzi
- 1933 – Perry Mason e le zampe di velluto (The Case of the Velvet Claws)
- 1933 – Perry Mason e l'ereditiera bizzarra, (The Case of the Sulky Girl)
- 1934 – Perry Mason e le caviglie d'oro, (The Case of the Lucky Legs)
- 1934 – Perry Mason e il cane molesto, (The Case of the Howling Dog)
- 1935 – Perry Mason e la strana sposina, (The Case of the Curious Bride)
- 1935 – Perry Mason e gli occhi di vetro, (The Case of the Counterfeit Eye)
- 1935 – Perry Mason e il mistero del gatto grigio, (The Case of the Caretaker's Cat)
- 1936 – Perry Mason e la nipote del sonnambulo, (The Case of the Sleepwalker's Niece)
- 1936 – Perry Mason e la cliente misteriosa, (The Case of the Stuttering Bishop)
- 1937 – Perry Mason e la nave bisca, (The Case of the Dangerous Dowager)
- 1937 – Perry Mason e il canarino zoppo, (The Case of the Lame Canary)
- 1938 – Perry Mason e i due ritratti (The Case of the Substitute Face)
- 1938 – Perry Mason e la signora cleptomane, (The Case of the Shoplifter's Shoe)
- 1939 – Perry Mason e il pappagallo spergiuro (The Case of the Perjured Parrot)
- 1939 – Perry Mason e i dadi truccati, (The Case of the Rolling Bones)
- 1940 – Perry Mason e la banconota da 10.000 $, (The Case of the Baited Hook)
- 1940 – Perry Mason e l'avversario leale (The Case of Silent Partner)
- 1941 – Perry Mason e il marito introvabile (The Case of the Haunted Husband)
- 1941 – Perry Mason e il messaggio cifrato (The Case Of The Empty Tin)
- 1942 – Perry Mason e l'anatroccolo (The Case Of The Drowning Duck)
- 1942 – Perry Mason e il micio sbadato (The Case Of The Careless Kitten)
- 1943 – Perry Mason e la sveglia sotterrata, (The Case Of The Buried Clock)
- 1943 – Perry Mason e la zanzara (The Case Of The Drowsy Mosquito)
- 1944 – Perry Mason a lume di candela, (The Case Of The Crooked Candle)
- 1944 – Perry Mason e il pugno nell'occhio, (The Case Of The Black-Eyed Blonde)
- 1945 – Perry Mason e i pesci rossi, (The Case Of The Golddigger's Purse)
- 1945 – Perry Mason e la moglie assonnata, (The Case Of The Half-Wakened Wife)
- 1946 – Perry Mason e la brunetta in prestito (The Case Of The Borrowed Brunette)
- 1947 – Perry Mason e il cavallo della ballerina, (The Case Of The Fan Dancer's Horse)
- 1947 – Perry Mason e l'amante poltrone , (The Case Of The Lazy Lover)
- 1948 – Perry Mason e l'ereditiera solitaria (The Case Of The Lonely Heiress)
- 1948 – Perry Mason e la candida vagabonda, (The Case Of The Vagabond Virgin)
- 1949 – Perry Mason e le due mogli (The Case Of The Dubious Bridegroom)
- 1949 – Perry Mason e la civetta prudente, (The Case Of The Cautious Coquette)
- 1950 – Perry Mason e la ninfa negligente, (The Case of the Negligent Nymph)
- 1950 – Perry Mason e la testimone guercia (The Case Of The One-Eyed Witness)
- 1951 – Perry Mason e le dita fosforescenti, (The Case Of The Fiery Fingers)
- 1951 – Perry Mason e le prove indiziarie, (The Case Of The Angry Mourner)
- 1952 – Perry Mason e la pelliccia tarmata, (The Case Of The Moth-Eaten Mink)
- 1952 – Perry Mason e il gorilla, (The Case Of The Grinning Gorilla)
- 1953 – Perry Mason e il cliente povero, (The Case Of The Hesitant Hostess)
- 1953 – Perry Mason e il gigante che uccide, (The Case Of The Green-Eyed Sister)
- 1954 – Perry Mason e la vedova ingannata, (The Case Of The Fugitive Nurse)
- 1954 – Perry Mason e la salma in fuga, (The Case Of The Runaway Corpse)
- 1954 – Perry Mason e la rossa ambiziosa, (The Case Of The Restless Redhead)
- 1955 – Perry Mason e la nudista, (The Case Of The Sun Bather's Diary)
- 1955 – Perry Mason e il fantasma senza memoria, (The Case Of The Glamorous Ghost)
- 1955 – Perry Mason e la complice impaurita, (The Case Of The Nervous Accomplice)
- 1956 – Perry Mason sbaglia cliente, (The Case Of The Terrified Typist)
- 1956 – Perry Mason tra moglie e marito, (The Case Of The Gilded Lily)
- 1956 – Perry Mason e il siero della verità, (The Case Of The Demure Defendant)
- 1957 – Perry Mason e il grido nella notte, (The Case Of The Screaming Woman)
- 1957 – E adesso, Perry Mason?, (The Case Of The Lucky Loser)
- 1957 – Perry Mason brinda al delitto, (The Case Of The Daring Decoy)
- 1958 – Ucciderò Perry Mason, (The Case Of The Foot-Loose Doll)
- 1958 – Perry Mason e il testimone aggressivo, (The Case Of The Long-Legged Models)
- 1958 – Perry Mason e la ragazza calendario, (The Case Of The Calendar Girl)
- 1959 – Rischi troppo, Perry Mason, (The Case Of The Singing Skirt)
- 1959 – Perry Mason e la voce fantasma, (The Case Of The Mythical Monkeys)
- 1959 – Perry, sei grande!, (The Case Of The Deadly Toy)
- 1960 – Perry Mason con l'acqua alla gola, (The Case Of The Waylaid Wolf)
- 1960 – Tieni duro, Perry Mason, (The Case Of The Duplicate Daughter)
- 1960 – Perry Mason e il cadavere fermo posta, (The Case Of The Shapely Shadow)
- 1961 – Perry Mason e le bugie dalle gambe lunghe, (The Case of the Spurious Spinster)
- 1961 – Perry Mason sul filo del rasoio, (The Case Of The Bigamous Spouse)
- 1962 – Perry Mason e la modella altruista, (The Case of the Reluctant Model)
- 1962 – Bada alla bionda, Perry!, (The Case Of The Blonde Bonanza)
- 1962 – Perry Mason e le gelide manine, (The Case of the Ice-Cold Hands)
- 1963 – Perry Mason e il Barbablù , (The Case Of The Amorous Aunt)
- 1963 – Perry Mason e la pecora nera, (The Case Of The Stepdaughter's Secret)
- 1963 – Perry Mason e la bambola pazzerella, (The Case Of The Mischievous Doll)
- 1964 – Perry Mason e il cliente ambiguo, (The Case Of The Phantom Fortune)
- 1964 – Perry Mason e gli eredi impazienti, (The Case Of The Horrified Heirs)
- 1964 – Perry Mason e la vedova scaltra, (The Case Of The Daring Divorcee)
- 1965 – Perry Mason e l'erede fiduciario, (The Case Of The Troubled Trustee)
- 1965 – Perry Mason e la mendicante per forza, (The Case Of The Beautiful Beggar)
- 1966 – Perry Mason e i passi nel buio, (The Case Of The Worried Waitress)
- 1967 – Perry Mason e la reginetta spodestata, (The Case Of The Queenly Contestant)
- 1968 – Perry Mason e il cupido sbadato, (The Case Of The Careless Cupid)
- 1969 – Perry Mason e la venere senza nome, (The Case Of The Fabulous Fake)
- 1972 – Perry Mason e le mura di Gerico, (The Case of the Fenced-In Woman)
- 1973 – Perry Mason e l'omicidio rinviato, (The Case of the Postponed Murder)

### Racconti
- 1947 – Perry Mason e la rondine disperata, (The Case of the Crying Swallow)
- 1948 – Perry Mason e il bacio scarlatto, (The Case of the Crimson Kiss)
- 1953 – Perry Mason e il testimone adirato, (The Case of the Irate Witness)

## Altri media

### Cinema
- Il lupo scomparso (The Case of the Howling Dog) (1934), con Warren William
- The Case of the Curious Bride (1935), con Warren William
- The Case of the Lucky Legs (1935), con Warren William
- L'uomo ucciso due volte, (The Case of the Velvet Claws) (1936), con Warren William
- Il mistero del gatto grigio, (The Case of the Black Cat) (1936), con Ricardo Cortez
- La vittima sommersa, (The Case of the Stuttering Bishop) (1937), con Donald Woods

### Serie televisive
- The Jack Benny Program, episodio 12.3 "Jack on Trial for Murder" del 5 novembre 1961
- Perry Mason (1957-1966)
- The New Adventures of Perry Mason (1973-1974), serie TV
- Perry Mason – serie TV (2020-2023)

### Film TV
- Perry Mason (1985-1993), film TV con il cast della serie TV originale
- A Perry Mason Mystery (1993-1995), film TV senza il personaggio di Perry Mason

### Videogiochi
- Perry Mason: The Case of the Mandarin Murder (1985) per Apple II, Atari ST, Commodore 64, MS-DOS, MSX